# Temporada 1972-73 de los Cleveland Cavaliers
La temporada 1972-73 fue la tercera de los Cleveland Cavaliers en la NBA. La temporada regular acabó con 32 victorias y 50 derrotas, ocupando el sexto puesto de la conferencia Este, no logrando clasificarse para los playoffs.

## Elecciones en elDraft
| Ronda | Puesto | Jugador      | Posición  | Nacionalidad   | Universidad |
| ----- | ------ | ------------ | --------- | -------------- | ----------- |
| 1     | 3      | Dwight Davis | Ala-Pívot | Estados Unidos | Houston     |
| 2     | 24     | Steve Hawes  | Pívot     | Estados Unidos | Washington  |

## Temporada regular
| División Central    | División Central | División Central | División Central | División Central | División Central | División Central | División Central | División Central |
| Equipo              | G                | P                | %                | PD               | Casa             | Fuera            | Neutral          | Div              |
| ------------------- | ---------------- | ---------------- | ---------------- | ---------------- | ---------------- | ---------------- | ---------------- | ---------------- |
| y-Baltimore Bullets | 52               | 30               | .634             | –                | 24–9             | 21–17            | 7–4              | 17–5             |
| x-Atlanta Hawks     | 46               | 36               | .561             | 6                | 28–13            | 17–23            | 1–0              | 10–12            |
| Houston Rockets     | 33               | 49               | .402             | 19               | 14–14            | 10–28            | 9–7              | 9–13             |
| Cleveland Cavaliers | 32               | 50               | .390             | 20               | 20–21            | 10–27            | 2–2              | 8–14             |

## Estadísticas
| Rk | Jugador         | Edad | P  | PT | MP   | TC  | TCI  | %TC  | TL  | TLI | %TL  | RB   | AS  | FP  | PTS  |
| -- | --------------- | ---- | -- | -- | ---- | --- | ---- | ---- | --- | --- | ---- | ---- | --- | --- | ---- |
| 1  | Lenny Wilkens   | 35   | 75 |    | 39.6 | 7.6 | 17.0 | .449 | 5.3 | 6.3 | .828 | 4.6  | 8.4 | 2.9 | 20.5 |
| 2  | Austin Carr     | 24   | 82 |    | 37.8 | 8.6 | 19.2 | .446 | 3.4 | 4.2 | .822 | 4.5  | 3.4 | 2.3 | 20.5 |
| 3  | John Johnson    | 25   | 82 |    | 34.3 | 6.0 | 13.9 | .430 | 2.4 | 3.3 | .734 | 6.7  | 3.8 | 3.0 | 14.4 |
| 4  | Rick Roberson   | 25   | 62 |    | 34.3 | 5.0 | 11.4 | .433 | 2.7 | 4.7 | .576 | 11.2 | 2.2 | 4.0 | 12.6 |
| 5  | Dwight Davis    | 23   | 81 |    | 26.6 | 3.6 | 9.2  | .392 | 2.2 | 2.7 | .793 | 7.0  | 1.5 | 3.7 | 9.4  |
| 6  | Cornell Warner  | 24   | 68 |    | 19.5 | 2.4 | 5.9  | .411 | 0.9 | 1.3 | .659 | 7.5  | 1.0 | 2.5 | 5.7  |
| 7  | Jim Cleamons    | 23   | 80 |    | 17.4 | 2.4 | 5.3  | .454 | 0.9 | 1.3 | .743 | 2.1  | 2.6 | 1.4 | 5.7  |
| 8  | Barry Clemens   | 29   | 72 |    | 15.5 | 2.9 | 5.6  | .516 | 0.7 | 0.9 | .779 | 2.9  | 1.6 | 1.9 | 6.5  |
| 9  | Bingo Smith     | 26   | 73 |    | 14.6 | 3.7 | 8.3  | .444 | 0.9 | 1.1 | .790 | 2.7  | 1.5 | 1.1 | 8.2  |
| 10 | Charlie Davis   | 23   | 6  |    | 14.3 | 3.3 | 6.8  | .488 | 0.7 | 1.2 | .571 | 0.8  | 1.7 | 3.3 | 7.3  |
| 11 | Dave Sorenson   | 24   | 10 |    | 12.9 | 1.1 | 4.5  | .244 | 0.5 | 1.1 | .455 | 3.7  | 0.5 | 1.6 | 2.7  |
| 12 | Steve Patterson | 24   | 62 |    | 11.5 | 1.1 | 3.2  | .359 | 0.5 | 1.0 | .523 | 3.7  | 0.8 | 1.3 | 2.8  |
| 13 | Walt Wesley     | 28   | 12 |    | 9.2  | 1.2 | 3.9  | .298 | 0.7 | 1.0 | .667 | 3.2  | 0.6 | 1.8 | 3.0  |
| 14 | Bob Rule        | 28   | 49 |    | 9.0  | 1.2 | 3.2  | .382 | 0.4 | 0.6 | .645 | 2.2  | 0.8 | 1.3 | 2.9  |
| 15 | John Warren     | 25   | 40 |    | 7.3  | 1.4 | 2.8  | .486 | 0.5 | 0.5 | .947 | 1.1  | 0.9 | 1.1 | 3.2  |

## Galardones y récords
| Jugador       | Galardón                            |
| Dwight Davis  | Mejor quinteto de rookies de la NBA |
| Lenny Wilkens | All-Star                            |